# 特里布希夫齊 (喬爾特基夫區)

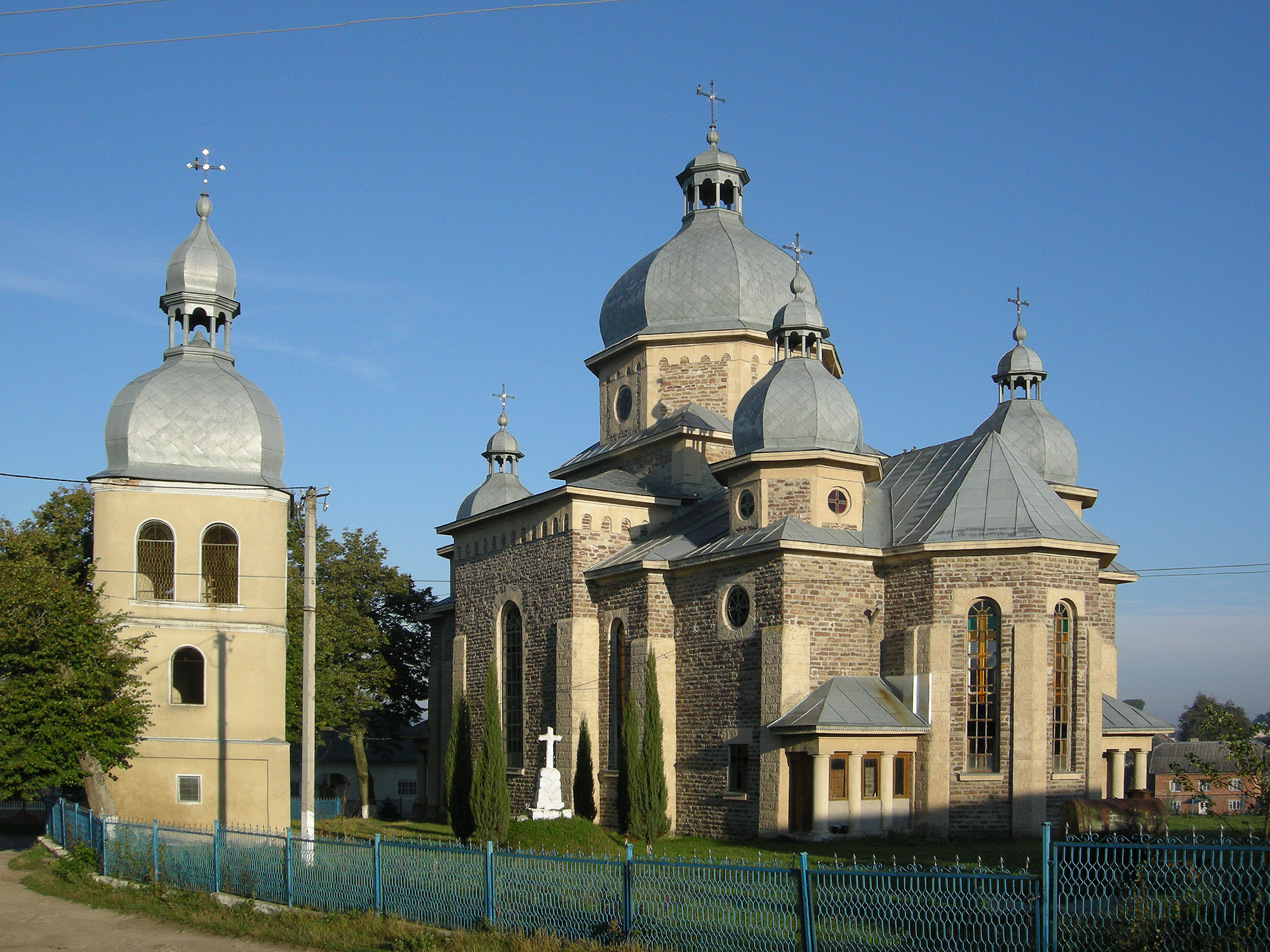
教堂

特里布希夫齊（羅馬化：Trybukhivtsi）是烏克蘭西部捷爾諾波爾州喬爾特基夫區特里布希夫齐市镇内的村庄及其行政中心。處於維利霍韋齊河畔，距離茨維托瓦0.5公里，面積7.9平方公里，2023年人口3,694。